# RPS27
RPS27 (англ. Ribosomal protein S27) – білок, який кодується однойменним геном, розташованим у людей на короткому плечі 1-ї хромосоми.  Довжина поліпептидного ланцюга білка становить 84 амінокислот, а молекулярна маса — 9 461.
| 10         |  | 20         |  | 30         |  | 40         |  | 50         |
| ---------- |  | ---------- |  | ---------- |  | ---------- |  | ---------- |
| MPLAKDLLHP |  | SPEEEKRKHK |  | KKRLVQSPNS |  | YFMDVKCPGC |  | YKITTVFSHA |
| QTVVLCVGCS |  | TVLCQPTGGK |  | ARLTEGCSFR |  | RKQH       |  |            |

A: Аланін

C: Цистеїн

D: Аспарагінова кислота

E: Глутамінова кислота

F: Фенілаланін

G: Гліцин

H: Гістидин

I: Ізолейцин

K: Лізин

L: Лейцин

M: Метіонін

N: Аспарагін

P: Пролін

Q: Глутамін

R: Аргінін

S: Серин

T: Треонін

V: Валін

Кодований геном білок за функціями належить до рибонуклеопротеїнів, рибосомних білків, фосфопротеїнів. 
Білок має сайт для зв'язування з іонами металів, іоном цинку. 